# Joseph Haller
Joseph Haller, auch Josef Haller (getauft am 3. März 1737 in St. Martin in Passeier; † 2. Mai 1773 in St. Leonhard in Passeier), war ein Tiroler Maler zur Zeit des Spätbarock. Er gehörte zusammen mit Nikolaus Auer, Johann Benedikt Auer sowie einigen anderen Künstlern zur in Passeier heimischen Passeirer Malerschule.

## Leben und künstlerische Tätigkeit
Der Künstler war 1752–1756 Schüler von Nikolaus und Johann Benedikt Auer in St. Martin in Passeier. Ab September 1761 und in den Folgejahren ist er in Augsburg nachgewiesen. Der „Glasmaler“, in dessen Lehre Haller nach Beda Weber dort „eingetreten“ ist, wurde seit Josef Ringler mit dem zunächst als Hinterglas-, später auch als Öl- und Freskomaler tätigen Johann Wolfgang Baumgartner identifiziert. Die starken Anklänge an den von Paul Troger geprägten Wiener Akademiestil sind wohl nicht, wie noch von Johann Kronbichler angenommen, durch eine Reise Hallers nach Niederösterreich zu erklären, sondern durch eine Gesellentätigkeit bei dem im Umkreis der Wiener Akademie ausgebildeten, um 1760 in Augsburg tätigen Franz Sigrist. Enge stilistische wie motivische Bezüge weisen auf Hallers Mitarbeit an Sigrists Deckenfresken in Zwiefalten und Seekirch hin. Spätestens 1764 war Haller wiederum in St. Martin in Passeier, seit 1766/67 im Nachbarort St. Leonhard in Passeier ansässig. Er schuf Ölbilder für die Kirchen in Passeier (häufig in Zusammenarbeit mit dem Bildhauer Anton Ferner, beispielsweise in der Pfarrkirche von St. Martin ein im Original verlorenes Hochaltarbild, Kartuschen mit Rosenkranzgeheimnisse für die ehemalige Kuratiekirche von Rabenstein im Hinterpasseier (heute in Graz), teilweise im Joanneum und teilweise in Privatbesitz), aber auch Deckenfresken in zwei Landkirchen der Brennerpass-Gegend. Hallers Spezialität waren kleinformatige, oft paar- oder serienweise zusammengehörige Kabinettbilder mit religiösen Themen, wohl für Angehörige des Meraner Adels.
Hallers Werke, die einen Höhepunkt der Rokokomalerei in Tirol bilden, sind in ihrer eigenwilligen Synthese von Augsburger und Wiener Stilelementen unverwechselbar. Mit Johann Wolfgang Baumgartner verbindet Haller die pretiöse Oberflächenstruktur der Bilder, „die Art, mit spitzem, in dünnflüssige Farbe getauchtem Pinsel Details einzuzeichnen“ (Elfriede Baum). Auf Franz Sigrist und letztlich Paul Troger verweisen die runden Gesichter und muskulösen Körper mit den charakteristischen Rot- und Grünhöhungen der Inkarnate, die leuchtend-bunte Farbigkeit sowie der knittrige Faltenwurf der Gewänder. Das forcierte Helldunkel mancher Kabinettbilder legt Hallers Kenntnis von Radierungen Rembrandts bzw. von deren Nachahmungen im Werk süddeutscher Künstler (z. B. Johann Evangelist Holzer) nahe. Zwei „rembrandteske“ Bilder mit Szenen der Weihnachtsgeschichte, die 1994 bei Sotheby’s als Werke des Januarius Zick angeboten wurden, wurden Haller zugeschrieben. Die von Haller gerne als innerbildliches Rahmenmotiv eingesetzten dunklen Cirruswolken weisen Parallelen zu Franz Joseph Spieglers Deckenfresken in Zwiefalten auf. Als Autor des Deckenfreskos in Neustift im Stubaital, bei dem Haller von dem Wiener Maler Franz Altmutter assistiert wurde, wird in der älteren Literatur ein nicht nachweisbarer Franz Haller, aber auch der Innsbrucker Maler Philipp Haller angeführt. Noch Ursula Pechloff nennt den Künstler fälschlich Franz Joseph Haller. Josef Ringlers Zuweisung einer Reihe von zum Teil mit „Joh. Haller“ bezeichneten Kreidezeichnungen (Innsbruck, Ferdinandeum) an diesen Künstler Haller aus Passeier ist fraglich.

## Werke

### Ölbilder

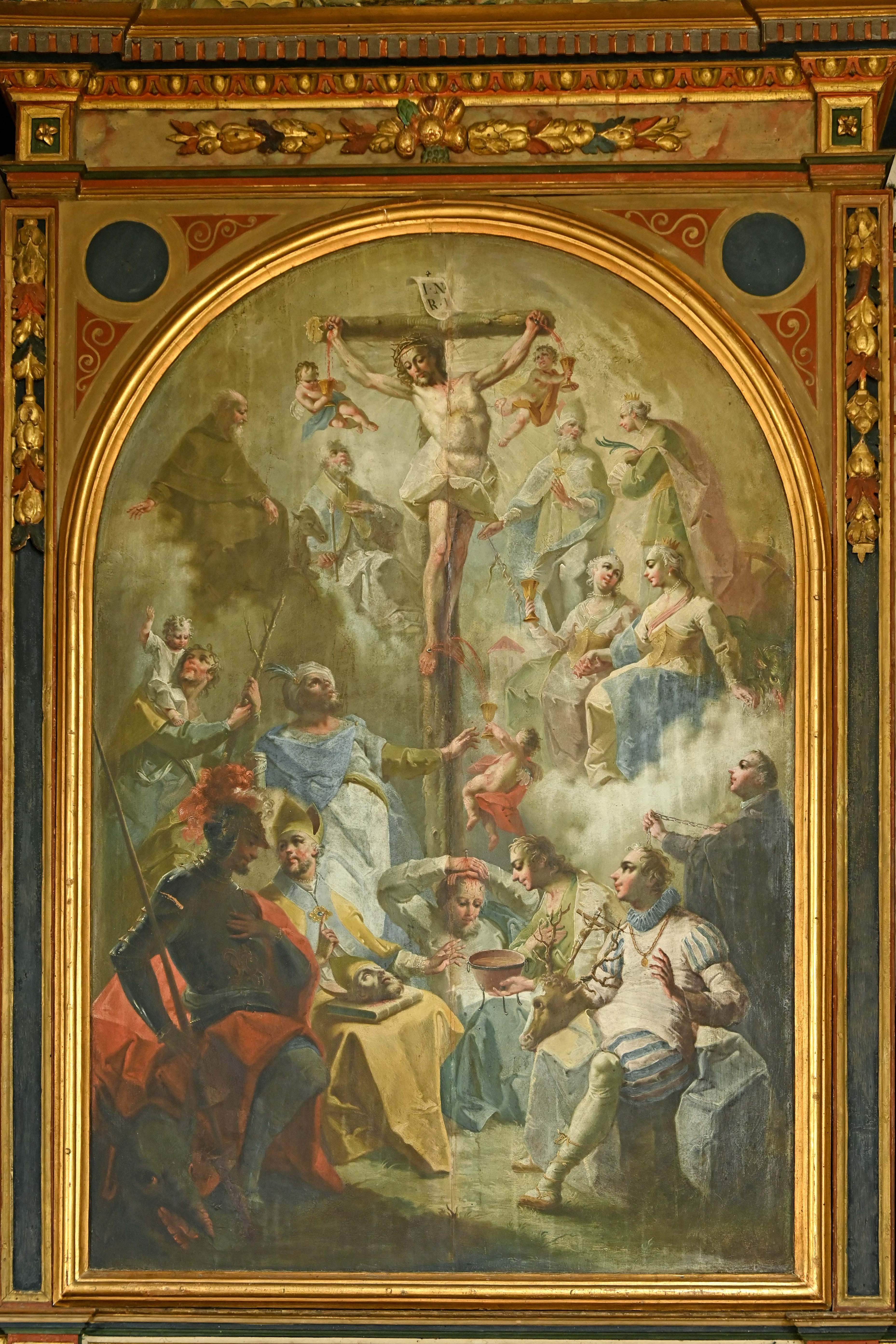
Alte Pfarrkirche Maria Himmelfahrt (Schenna), Nothelferaltar, Altarbild von Josef Haller, 1760

(wenn nicht anders angegeben Öl auf Leinwand):
- Augsburg, Deutsche Barockgalerie: Beweinung Christi.
- Brixen, Diözesanmuseum: Die Hl. Familie im Haus zu Nazareth, Tod des Hl. Josef.
- Graz, Joanneum: Fünf Kabinettbilder mit Szenen des Alten Testaments; Drei Kartuschenbilder mit Rosenkranzgeheimnissen (Öl auf Holz).
- Innsbruck, Basilika Wilten, Theresienaltar: Mensabild Hl. Apollonia.
- Innsbruck, Ferdinandeum: Himmelfahrt Marias, Mystische Vermählung der Hl. Theresia von Avila, Der 12-jährige Jesus im Tempel, Vertreibung der Wechsler.
- Meran, Stadtmuseum: Unterweisung Marias, Allegorische Darstellung der Maria mit Kind.
- Meran-Untermais, Pfarramt: Fahnenblatt mit Schutzengel und Christusmonogramm.
- Pfelders, Pfarrkirche: Fahnenblatt mit den Hll. Anna und Joachim und dem Gnadenbild Maria Hilf; Pietà.
- Ridnaun, Pfarrkirche, rechter Seitenaltar: Hl. Aloysius Gonzaga.
- St. Martin in Passeier, Pfarrkirche: Gnadenbild „Madonna vom Guten Rat“; Nothelferbild. – Pfarramt: Fahnenblatt mit Schutzengel und Anna Selbdritt mit Heiligen.
- St. Leonhard in Passeier, MuseumPasseier, Votivbild der Dorothea Locher, 1768 (Öl auf Holz), Votivbild mit der Schmerzensmutter von Riffian.
- Schenna, Alte Pfarrkirche: Nothelferaltar (Öl auf Holz).
- Wien, Belvedere: Glorie der Hll. Cosmas und Damian.

### Fresken

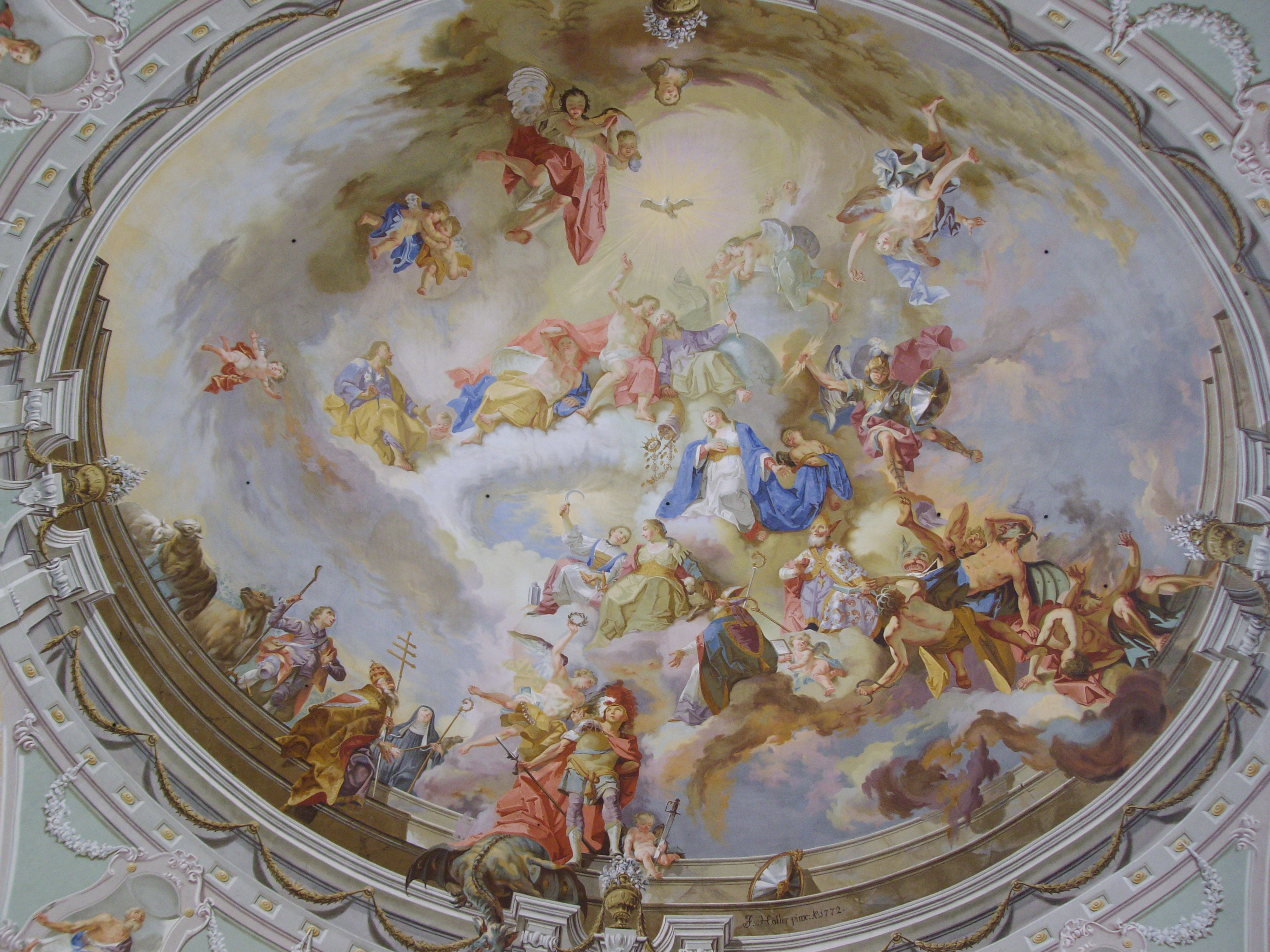
Deckenfresko St. Georg Neustift

- Neustift im Stubaital, Pfarrkirche, Deckenfresko der ersten Flachkuppel des Langhauses: Hl. Dreifaltigkeit mit Heiligen, 1772.
- Ridnaun, Pfarrkirche, Deckenfresken: Vertreibung der Wechsler, Der Hl. Josef als Fürsprecher, Apostelkommunion, 1765/66.
- St. Martin in Passeier, Turmhaus, Fassade: „Wessobrunner Madonna“ zwischen Heiligen.
- St. Leonhard in Passeier, Pfarrkirche, südliche Außenwand: Kreuzigung mit Heiligen.

### Sonstige
- Moos in Passeier, Pfarrkirche, Kulissen des Heiligen Grabes, 1771–1773 (unvollendet).